# Lingenreute
Lingenreute (auch: Linggenreute; westallgäuerisch: Lingəritə) ist ein Gemeindeteil der Gemeinde Opfenbach im bayerisch-schwäbischen Landkreis Lindau (Bodensee).

## Geographie
Der Weiler liegt circa 2,5 Kilometer nordöstlich des Hauptorts Opfenbach und es zählt zur Region Westallgäu. Nordwestlich der Ortschaft verläuft die Bahnstrecke Buchloe–Lindau. Östlich des Orts verläuft die Leiblach.

## Ortsname
Der Ortsname setzt sich aus dem Familiennamen Link bzw. Lingg sowie dem Grundwort -reut für Rodung zusammen und bedeutet somit Rodesiedlung des Link/Lingg.

## Geschichte
Lingenreute wurde erstmals urkundlich im Jahr 1774 mit der Vereinödung des Orts mit zwei Teilnehmern erwähnt. 1818 wurden in Linggenreite drei Häuser gezählt.

### Familie Lingg
Die im Ort ansässige Familie Lingg bewirtschaftete ab dem 17./18. Jahrhundert eine Alpe auf dem Oberberg bei Oberreute. Aus dieser Familie gingen später der Dichter Hermann Lingg sowie der Bischof Maximilian von Lingg hervor.